# 板店乡
板店乡，是中华人民共和国河南省驻马店市汝南县下辖的一个乡镇级行政单位。

## 行政区划
板店乡下辖以下地区：
板店村、苏庄村、杨洼村、冯屯村、仲庄村、王庄村、唐营村、顾庄村、彭营村、柴庄村、玉皇庙村、潘庄村、刘营村和位岭村。